# Uskela kyrka
Uskela kyrka (finska: Uskelan kirkko) är en luthersk kyrkobyggnad i Uskela i Salo i det finländska landskapet Egentliga Finland. Kyrkan ägs av Salo församling och fungerar som församlingens huvudkyrka. Uskela kyrka har cirka 800 sittplatser.

## Historia och arkitektur
Kyrkan är belägen på en hög kulle nära en tidigare medeltida kyrkobyggnad. Den medeltida kyrkan, S:ta Annas kapell, revs år 1830 och stenarna användes för att uppföra Uskela kyrka. Uskela kyrka ritades av Carl Ludvig Engel och kyrkan stod färdig 1832. Klocktornet byggdes 1860.
År 2009 klassificerade Museiverket Uskela kyrka tillsammans med Klockarbacken som en av de värdefulla byggda kulturmiljöerna av riksintresse.

### Inventarier
Altartavlan som föreställer Kristi uppståndelse målades av hovmålaren Robert Wilhelm Ekman år 1849. Runt altaret finns en nyklassicistisk altarram utformad av Anton Wilhelm Arppe.
Kalkmålningarna i korfönstrens bågar målades av Toivo Lehtinen år 1932. Kalkmålningarnas motiv är hämtade från Bibeln; i norra fönstret finns Jesu korsbärande och Petrus räddning från drunkning, överst Guds öga, i södra fönstret välsignar Jesus barnen och Maria Magdalenas möte med Kristus efter uppståndelsen, överst den Helige Andes duva.
Predikstolen blev färdig strax efter kyrkans färdigställande år 1832.
Läktaren byggdes 1873 och de första orglarna införskaffades året därpå. Den nuvarande pneumatiska orgeln med 33 stämmor, tillverkade av Kangasala orgelfabrik, är från år 1936. Orgeln renoverades grundligt år 2005.